# Callidula fasciata
Callidula fasciata is een vlinder uit de familie van de Callidulidae. De wetenschappelijke naam van de soort is voor het eerst geldig gepubliceerd door Butler.